# Schio-Ossario del Pasubio
La Schio-Ossario del Pasubio est une course cycliste italienne disputée dans la province de Vicence, en Vénétie. Créée en 1932, elle est actuellement organisée par l'ASD Ciclismo Val Leogra,. 
L'ossuaire du Pasubio, terme de l'épreuve, est un monument dédié aux victimes de la Première Guerre mondiale. Il se situe à 1 217 mètres d'altitude.

## Histoire
La Schio-Ossario del Pasubio compte parmi ses lauréats des grimpeurs réputés comme Gilberto Simoni, Leonardo Piepoli, Julio Alberto Pérez Cuapio ou encore Iván Sosa.
En 2018, l'épreuve sert de parcours pour la septième étape du Tour d'Italie espoirs. En 2022, elle constitue la cinquième étape du Tour de Vénétie, une course du calendrier national. 

## Palmarès
| Année                     | Vainqueur                  | Deuxième           | Troisième            |
| ------------------------- | -------------------------- | ------------------ | -------------------- |
| Coppa Pasubio             |                            |                    |                      |
| 1932                      | Rodolfo Costantini         |                    |                      |
| 1933                      | Ferdinando Gallina         |                    |                      |
| 1934                      | Rodolfo Costantini         |                    |                      |
| 1935                      | Rodolfo Costantini         |                    |                      |
| 1936                      | Rodolfo Costantini         |                    |                      |
| 1937                      | Rodolfo Costantini         |                    |                      |
| Schio-Ossario del Pasubio |                            |                    |                      |
| 1938                      | Angelo Degano              |                    |                      |
| 1939                      | Angelo Degano              |                    |                      |
| 1940                      | Egidio Feruglio            |                    |                      |
| 1941                      | Dante Maggion              |                    |                      |
| 1942                      | Alberto Boffa              |                    |                      |
| 1943                      | Armando De Lorenzi         |                    |                      |
| 1944-1945                 | Non disputé                | Non disputé        | Non disputé          |
| 1946                      | Vittorio Brumani           |                    |                      |
| 1947                      | Vittorio Brumani           |                    |                      |
| 1948                      | Sante Carollo (it)         |                    |                      |
| 1949                      | Rino Parisi                |                    |                      |
| 1950                      | Rino Parisi                |                    |                      |
| 1951                      | Livio Luocalti             |                    |                      |
| 1952                      | Vittorio Brumani           |                    |                      |
| 1953                      | Isaia Vidale               |                    |                      |
| 1954                      | Giuseppe Nicoli            |                    |                      |
| 1955                      | Giuseppe Nicoli            |                    |                      |
| 1956                      | Giannantonio Ricco         |                    |                      |
| 1957                      | Achille Varago             |                    |                      |
| 1958                      | Ugo Stella                 |                    |                      |
| 1959                      | Mariano Franceschetto      |                    |                      |
| 1960                      | Luciano Facchin            |                    |                      |
| 1961                      | Giorgio Cordioli           |                    |                      |
| 1962                      | Francesco Lolli            |                    |                      |
| 1963                      | Francesco Lolli            |                    |                      |
| 1964                      | Emilio Santantonio         |                    |                      |
| 1965                      | Paolo Mazzer               |                    |                      |
| 1966                      | Luciano Marchesin          |                    |                      |
| 1967                      | Giacomo Favalessa          |                    |                      |
| 1968                      | Efrem Dall'Anese           |                    |                      |
| 1969                      | A. De Faresi               |                    |                      |
| 1970                      | Gianni Polita              |                    |                      |
| 1971                      | Maurizio Vedovello         |                    |                      |
| 1972                      | Antonio Greco              |                    |                      |
| 1973                      | Roberto Bonsangue          |                    |                      |
| 1974                      | Tranquillo Andreetta       |                    |                      |
| 1975                      | Mario Beccia               |                    |                      |
| 1976                      | Mario Beccia               |                    |                      |
| 1977                      | Giacomo Zanella            |                    |                      |
| 1978                      | Gianni Renosto             |                    |                      |
| 1979                      | Francesco Borgognoni       |                    |                      |
| 1980                      | Giampaolo Fregonese        |                    |                      |
| 1981                      | Giampaolo Fregonese        |                    |                      |
| 1982                      | Davide Maddalena           |                    |                      |
| 1983                      | Michele Moro               |                    |                      |
| 1984                      | Mario Benigni              |                    |                      |
| 1985                      | Giorgio Guerrini           |                    |                      |
| 1986                      | Marco Rosani               |                    |                      |
| 1987                      | Daniele Gallo              |                    |                      |
| 1988                      | Fabrizio Settembrini (it)  |                    |                      |
| 1989                      | Fabrizio Settembrini (it)  |                    |                      |
| 1990                      | Ivan Mazzoleni             |                    |                      |
| 1991                      | Gilberto Simoni            |                    |                      |
| 1992                      | Luigi Della Bianca         |                    |                      |
| 1993                      | Gilberto Simoni            |                    |                      |
| 1994                      | Leonardo Piepoli           |                    |                      |
| 1995                      | Amilcare Tronca (it)       |                    |                      |
| 1996                      | Gianluca Valoti            |                    | Stefano Finesso      |
| 1997                      | Maurizio Vandelli          |                    |                      |
| 1998                      | Moreno Pezzè               |                    |                      |
| 1999                      | Julio Alberto Pérez Cuapio |                    |                      |
| 2000                      | Eddy Forner                |                    |                      |
| 2001                      | Maxim Smirnov              |                    |                      |
| 2002                      | Fabio Quercioli            |                    |                      |
| 2003                      | Denis Shkarpeta            |                    |                      |
| 2004                      | Dainius Kairelis           | Fabrizio Galeazzi  | Konstantin Klyuev    |
| 2005                      | Mattia Turrina             | Saverio Crocetti   | Alessandro Colò      |
| 2006                      | Mattia Turrina             | Giordano Montanari | Gianluca Brambilla   |
| 2007                      | Alex Cano                  | Vincenzo Ianniello | Gianmario Pedrazzini |
| 2008                      | Gianmario Pedrazzini       | Enrico Zen         | Diego Zanco          |
| 2009                      | Edoardo Zardini            | Moreno Moser       | Derik Zampedri (de)  |
| 2010                      | Non disputé                | Non disputé        | Non disputé          |
| 2011                      | Vincenzo Ianniello         | Edoardo Zardini    | Roberto Greselin     |
| 2012-2014                 | Non disputé                | Non disputé        | Non disputé          |
| 2015                      | Nicola Breda               | Damiano Cima       | Edoardo Affini       |
| 2016                      | Iván Sosa                  | Filippo Zaccanti   | Umberto Orsini       |
| 2017                      | Filippo Zaccanti           | Einer Rubio        | Riccardo Lucca       |
| 2018                      | Stephen Williams           | Aleksandr Vlasov   | William Barta        |
| 2019                      | Simone Raccani             | Mathias Vacek      | Niccolò Ciafardini   |
| 2020-2021                 | Annulé                     | Annulé             | Annulé               |
| 2022                      | Riccardo Lucca             | Luca Cavallo       | Emile Brouwers       |
| 2023                      | pas organisé               | pas organisé       | pas organisé         |
| 2024                      | Simone Raccani             | Andrea Piras       | Simone Roganti       |
| 2025                      | Luca Cretti                | Matteo Regnanti    | Federico Iacomoni    |